# Schmidts Katze
Schmidts Katze ist eine deutsche Filmkomödie aus dem Jahr 2015 mit Michael Lott und Christiane Seidel in den Hauptrollen. Regie führte Marc Schlegel.

## Handlung
Schmidts Katze handelt vom zurückhaltenden und ordnungsliebenden Werner Schmidt, der nach dem Tod seiner Mutter eine Frau sucht – bisher erfolglos. Seinen Frust über Frauen und andere Ärgernisse kann er nur auf eine Art abbauen: beim nächtlichen Brandstiften. Nichts ist entspannender als eine bis ins Detail geplante Explosion eines Autos, die er mittels kleiner ferngesteuerter Autos durchführt.
Eines Nachts verletzt er dabei ungewollt eine Frau, die sich in dem brennenden Fahrzeug befindet. In Panik nimmt Werner sie mit nach Hause: Nun hat er zwar endlich eine Frau im Haus, aber eine, die so gar nicht seinen Vorstellungen entspricht. Sibylle mischt Werners Leben gehörig auf, denn sie hat zu Werners großer Verwunderung nicht vor, sein Haus so schnell wieder zu verlassen, und weigert sich auch, ins Krankenhaus gebracht zu werden. Der Grund: Sie hat eine ganze Menge Ärger an der Backe und sucht Unterschlupf. Bald ist nicht nur Sibylles Leben in Gefahr, sondern auch Werners. Die Immobilien-Mafia ist hinter ihnen her und sein pyromanisches Geheimnis droht aufzufliegen. Das ungleiche Paar muss sich zusammenraufen.
Schmidts Nachbar Uwe, Arbeitskollege im Baumarkt und „Freund für immer“, gründet eine Bürgerwehr, um den Brandstifter zu fassen – Schmidt wird zum Stellvertreter ernannt! Am Ende schiebt er die Brandstiftungen dem Schwiegersohn des Immobilienhändlers in die Schuhe. Dieser wird verhaftet und Werner und Sybille werden ein Paar.

## Hintergrund
Der Film entstand in der SWR-Nachwuchsreihe „Debüt im Dritten“ und wurde von der FFL Film- und Fernsehlabor Ludwigsburg produziert. Schmidts Katze ist Marc Schlegels erster Spielfilm.

## Kritiken
Das Lexikon des internationalen Films schreibt in seiner Bewertung: „Der schwäbelnde, karikaturhaft überzogene Debütfilm zwischen Agentenfilm-Parodie, Klamauk und Situationskomik schwächelt nicht nur sprachlich, sondern pendelt sich auf unterstem Comedy-Level ein.“
Volker Bergmeister bewertet den Film in seiner Besprechung auf tittelbach.tv mit insgesamt 3,5 von 6 Sternen.
Christian Horn vergibt 3,5 von fünf Sternen auf filmstarts.de und schreibt: „Schmidts Katze ist nach zwei Kurzfilmen das Kinodebüt von Marc Schlegel. Dem Filmemacher gelingt eine schwarzhumorige, schrullige Krimikomödie, die von ihren kuriosen Figuren lebt, dabei fest im Schwabenland verankert ist und sogar in der deutschen Vorauswahl für den Auslands-Oscar gelandet ist.“